# Осушення земель
Осушення земель — один із видів меліорації, який полягає у відведенні зайвої води, створення сприятливого для рослин водно-повітряного режиму. Комплекс гідротехнічних заходів, спрямованих на вилучення надлишків вологи з ґрунтів і гірських порід. Застосовується з метою підвищення родючості ґрунтів, будівництва доріг, технічних споруд, оздоровлення місцевості.  Осушення дає можливість освоювати нові землі — болота, заболочені луки й пасовиська. В Україні найчастіше застосовують такі методи осушення земель:
- прискорення поверхневого стоку дощових і снігових вод;
- дренаж, зниження рівня ґрунтових вод.

З метою осушення земель будують спеціальні осушувальні системи що забезпечує відведення зайвої води з ґрунту до необхідної осушувальної норми.
Перші осушувальні канали були прокладені на Поліссі та в окремих районах Прикарпаття і Закарпаття в кінці 19 ст. З 1909 р. осушенню боліт та заболочених земель почали приділяти більше уваги.
Загальна площа боліт, заболочених і перезволожених земель в Україні становить 6,57 млн га, з них осушено 3,1 млн га (1988 р.). Переважна частина земельно-болотного фонду (61 %) зосереджена в поліських областях (Волинська, Житомирська, Рівненська, Львівська, Чернігівська області). На лісостепову групу (Вінницька, Київська, Полтавська, Сумська, Тернопільська, Хмельницька і Черкаська області) припадає близько 19 % цього фонду. Значні площі заболочених земель в Івано-Франківській, Закарпатській та Чернівецькій областях.
Найбільшими сучасними осушувальними системами, які відповідають регулювання водного режиму на меліоративних землях, є Берегівська (54), Трубізька (37,6), Верхньоприп'ятська (25,1), Латорицька (12,7), Ірпінська (8,2 тис. га), Кортеліська (3,6), Желдецька (14,7) та Замисловицька система (16,1 тис. га).